# マラク・ターウース

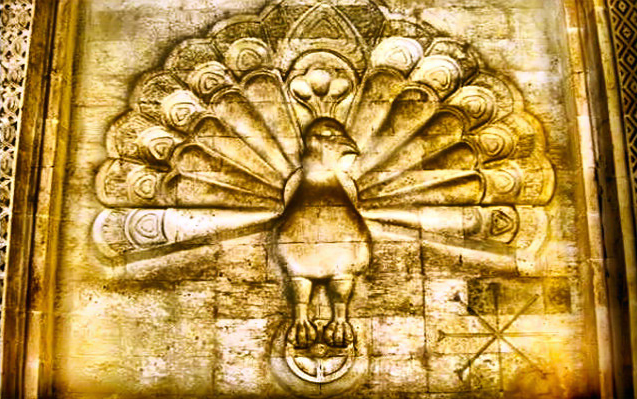
マラク・ターウース

マラク・ターウース（Melek Taus）とは、イラクのクルド人の少数派であるヤズィーディー教徒が崇拝する孔雀天使。
クルド語ではタウセ・メレク(Tawusê Melek)、メレケ・タウス(Melekê Tawus) などと呼ばれる。マラク・ターウースはアラビア語形。
一神教であるヤズィーディー教の七大天使の一人であり、神ではないが重要な信仰対象となっている。アダムにひれ伏すことを拒んだとされる点がクルアーンに記されたシャイターン（悪魔）に似ていて、更にヤズィーディー自身がアザザエルやイブリースと同一視しているため、イスラム教徒からは悪魔とみなされることが多かった。

## 概要
マラク・ターウースの「ターウース」(طاووس)はアラビア語で孔雀を意味する。「マラク」(ملاك, ملك )はアラビア語で「天使」を意味するが、よく似たマリク(ملك )が「王」を意味するため、「孔雀の王」と解釈されることもある。
ヤズィーディー教の創生神話によれば、天地創造の第一日に生まれた。マラク・ターウースは一万年地上を支配するとされ、今から6000年前より支配していたとされる。反逆の罪で一度地獄に落とされた。神に許された孔雀天使マラク・ターウースは、神とともにアダムを作ったが、アダムが楽園を享受し何もしないため神からアダムを唆すことを許され、アダムに禁断の麦を食べさせた。

## 創作
ロバート・E・ハワードの怪奇クトゥルフ小説『墓はいらない』では「マリク・タウス」の名で登場し、呪われたアラマウト山に棲む、孔雀の形をした魔王と描写されている。
荻野真の漫画作品『孔雀王』では密教における孔雀明王やキリスト教におけるルシファーと同一視され、主人公・孔雀がこのマラク・ターウースの生まれ変わりとして描かれている。